# Rohan Kishibe
Rohan Kishibe (岸辺 露伴 , Kishibe Rohan) es un personaje principal en la cuarta parte del manga y anime JoJo's Bizarre Adventure, Diamond Is Unbreakable. Rohan es el personaje al que se le dio mayor importancia una vez terminada la parte cuatro.

## Historia de publicación
Alejado de lo que muchos creen, Araki ha mencionado en varias ocasiones que Rohan no está basado en su persona, aunque ha dicho también que el Stand que le gustaría tener de su serie es Heaven's Door.
Rohan tuvo su primera aparición en el capítulo 318 y desde entonces se volvió un personaje principal y clave para la trama, apareciendo hasta el final de la misma.
También es el único personaje que ha tenido series spin-offs, tres en total:

• Kishibe Rohan wa Ugokanai

• Kishibe Rohan Louvre e iku

• Kishibe Rohan Gucci e iku

En estos spin-offs, generalmente a Rohan le suceden cosas extrañas y paranormales mientras investiga para escribir sus mangas.

## Biografía ficticia

### Primeros años
Cuando era un niño de 3 o 4 años, Rohan vivía en la ciudad de Morioh, sus padres generalmente viajaban por cuestiones de trabajo, por lo que él era dejado en la casa de su vecina y niñera de 16 años, Reimi Sugimoto. Cierto oscuro día, Rohan fue dejado con Reimi como de costumbre, durante la noche de ese día, tras escuchar ruidos en la casa, Reimi protegió a Rohan y lo hizo salir de la casa por la ventana, sacrificándose para salvarlo, pues quien había entrado a la casa era el asesino serial Yoshikage Kira, quien tras matar al perro de Reimi, Arnold, se dirigió a ella y la apuñaló en la espalda. El día 13 de agosto de 1983, Reimi Sugimoto de 16 años fue asesinada. 
Durante su adolescencia, Rohan había olvidado por completo esa trágica noche. Quizás intencionalmente, Rohan había borrado todo recuerdo de Reimi de su mente. Una mujer joven lo intrujo al mundo artístico, pues el deseo de Rohan siempre fue ser mangaka, ella le enseñó sobre pintura, música, etc.

### Intenciones malignas
Rohan había vuelto a la ciudad de Morioh, tras vivir fuera un par de años pues se había convertido en un popular mangaka reconocido en todo Japón. A sus 20 años, Rohan había decido volver a Morioh ya que lo consideraba un lugar tranquilo para realizar sus tomos de manga.
Koichi y Hazamada (ahora son amigos) se enteraron de que el famoso Rohan Kishibe vivía en Morioh, por lo que deciden visitarlo y tal vez conseguir un autógrafo. Al llegar a la casa de Rohan, este los recibe de forma extraña y con un rostro frío los invita a pasar a conocer su estudio. Rohan se comporta sumamente extraño, incluso llegando a lamer una araña muerta. Rohan se ofrece a llevarles té a sus invitados pero cuando éste sale a supuestamente traer el té, deja su manga en la mesa, el manga aún no se estrenaba por lo que Koichi y Hazamada quieren leerlo antes que los propios editores, pero cuando lo leen la habilidad del Stand de Rohan se activa.

### Stand
Heaven's Door (天国への扉ヘブンズ・ドアー, Hebunzu Doa), el Stand de Rohan, posee habilidades relacionadas con libros y papel, puede abrir los rostros de las personas como si fueran un libro con páginas dentro que cuentan su vida privada, llegar a conocer al Stand de esa persona en caso de que portará uno e incluso puede escribir en esas páginas para modificar algo en la conducta de esa persona o borrar recuerdos, etc.
También puede convertir a las personas en rollos de papel, convertir sus extremidades en rollos de papel y quemarlos para matarlos. Aunque esta habilidad fue olvidada y sólo se utilizó una vez.
Heaven's Door se manifiesta como un hombre pequeño de color blanco como el papel, con un traje de vestir y sombrero del mismo color con detalles dorados.

### Aprovechándose de Koichi
Cuando Koichi y Hazamada fueron atacados por Heaven's Door, Rohan leyó sus experiencias para intentar inspirarse para su manga. Consideró a Hazamada un inútil y a sus experiencias inservibles, sin embargo las experiencias de Koichi eran inspiración pura para Rohan, específicamente las aventuras vividas desde que conoció a Josuke, Okuyasu y Jotaro.
Rohan arranca páginas de la cara de Koichi y le escribe que olvide lo sucedido (a Hazamada también) y también le escribe que vaya a su casa todos los días.
Sin saber por qué, Koichi termina yendo a la casa de Rohan durante dos días seguidos, para que Rohan lo ataque, robe sus páginas y luego borre su memoria. Hasta que un día Josuke y Okuyasu lo siguen hasta la casa de Rohan, pero Koichi no puede decirles qué está pasando, pues está escrito en su mente que no puede hacerlo. Sin embargo Josuke y Okuyasu se dan cuenta y entran a la casa, justamente ven a Rohan haciendo cosas de villano y este los ataca y convierte a Okuyasu en papel. Josuke no puede hacer nada para ayudarlos ya que si entra al estudio mirará el manga de Rohan y Heaven's Door lo atacará, en ese momento Rohan comete el error de insultar el cabello de Josuke para bufarlo, ya que había leído en las páginas de Koichi que eso lo hacía enfurecer mucho. Josuke se enfureció y le propinó un puñetazo a Rohan en la cara, quien no se esperaba una reacción tan violenta, Rohan fue vencido por Josuke y Crazy Diamond, y todos pudieron salir de la casa.

### Cambio de bando
Tras la paliza recibida por Josuke, Rohan parece volverse menos psicópata y hasta le pide a Koichi que lo acompañe a dar una caminata, Koichi acepta y se van a un callejón del que luego no pueden salir. Por más que caminan no encuentran el final del callejón, hasta que encuentran a una chica de cabello rosado que les explica que están en un punto muerto entre el mundo de los vivos y el mundo de los muertos. Les dice que su nombre es Reimi Sugimoto y que está muerta y es un fantasma cuya alma vaga por ese callejón. Rohan no la conoce, porque ya ha olvidado ese suceso. Reimi les advierte que un mal habita en la ciudad de Morioh y es responsabilidad de sus héroes detenerlo, además su pobre alma no podrá ir al cielo hasta que atrapen a Kira. Esto convence a Koichi, pero no a Rohan quien siente que no es su asunto, pero Koichi termina convenciéndolo. 
Más tarde, Rohan visita un cementerio donde yace enterrada Reimi, ahí el guardián del cementerio le cuenta la historia de Reimi y le explica que murió salvándolo a él. Rohan entiende porque Reimi lo trataba con cariño y se propone como meta personal encontrar a Kira con ayuda de los demás héroes de Morioh.

### Persecución de Kira
Tras enfrentar a varios usuarios de Stand enemigos como Ken Oyanagi, Yuya Fungami y el Stand autónomo Cheap Trick y tras incendiar accidentalmente su propia casa, Rohan centra su búsqueda a los lugares públicos, donde toma fotografías de los hombres que podrían ser Kira (ahora con otra identidad desconocida, que es en realidad Kosaku Kawajiri). Rohan se da cuenta de que en sus fotografías aparece un niño que está haciendo lo mismo, cree que podría estar siguiendo a su padre para espiarlo debido a que ha tenido un comportamiento extraño, y tiene razón. Rohan es quien les dice a los demás que deben investigar a Hayato Kawajiri y es también Rohan el primero en sufrir los efectos de Bites the Dust de Killer Queen, explotando una y otra vez, dándole fin a su vida, sin embargo estos eventos son borrados por el mismo efecto de Bites the Dust.
Aunque al final Rohan no toma un papel importante en la pelea final contra Kira, sí que tuvo mucho que ver con el proceso para encontrarlo, además estuvo presente en el momento en el que Kira fue atropellado por la ambulancia, lo que lo mató.
Todos los personajes se van a despedir de Reimi pues ella y Arnold podrían por fin ascender al cielo, Rohan admite que va a extrañarla, tragándose su orgullo.

### Aventuras en solitario
Algún tiempo después Rohan viaja al Louvre para investigar sobre las obras que ahí se exponen ya que se dice que extraños sucesos paranormales ocurren con ellas. También adquiere un bolso de Gucci que posee un Stand vinculado cuya usuaria era la abuela de Rohan.

## Otros medios
Rohan aparece en el anime de JoJo's Bizarre Adventure: Diamond Is Unbreakable. Así como en los videojuegos de JoJo's Bizarre Adventure: All Star Battle, JoJo's Bizarre Adventure: Eyes of Heaven, JoJo's Bizarre Adventure: Diamond Records, donde es él quien explica al jugador las mecánicas del juego.
También se estrenó en 2017 una OVA inspirada en un spin-off de Rohan, específicamente Thus Spoke Kishibe Rohan - Episodio 5: La Villa de los Millonarios.